# Stiria mouris
Stiria mouris är en fjärilsart som beskrevs av Dyar 1912. Stiria mouris ingår i släktet Stiria och familjen nattflyn. Inga underarter finns listade i Catalogue of Life.